# Szontagh Pál (erdőmérnök)
Szontagh Pál (Nyírbakta, 1925. június 20. – Eger, 2008. február 20.) aranyokleveles erdőmérnök, az MTA doktora, a Nyugat-magyarországi Egyetem címzetes egyetemi tanára.

## Életrajza
Erdőmérnöki oklevelét 1948-ban szerezte meg. Az 1948-1956 közötti időszakban az Egri Erdőrendezőségen mint erdőrendező mérnök dolgozott, majd 1956. februárjában főmérnökké nevezték ki. 1956-1960 között az OEF Egri Erdővédelmi Állomás vezetője volt. 1960-ban átkerült az Erdészeti Tudományos Intézethez és itt dolgozott 1988. év végéig, amikor nyugállományba vonult. 1965-ben Mátrafüredre helyezték át, ahol 1969-től tudományos főmunkatársként, majd 1971-től az entomológiai témacsoport vezetőjeként dolgozott. 1982-ben tudományos tanácsadó beosztást kapott.
1961-ben az Erdőmérnöki Főiskolán doktori címet szerzett, majd 1965-ben megvédte kandidátusi disszertációját. A mezőgazdasági tudomány doktora (MTA doktora) fokozatot 1981-ben szerezte meg.
2008. február 23-án, 83 évesen hunyt el.

## Munkássága
Nevéhez fűződik az országos erdészeti figyelő és jelzőszolgálati rendszer, valamint az erdészeti fénycsapda hálózat létesítése, évente elkészítette az országos prognózis jelentést. Növénynemesítéssel is foglalkozott, így hét nyárfajta és egy fűzfajta, valamint a puszta szil társnemesítője.
Közel százötven publikációja jelent meg hazai és külföldi szakmai folyóiratokban. Több nyelven mint társszerző működött közre, illetve önálló könyvet is megjelentetett.
Tudományos kutató munkája elismeréseként Egyetemünkön 1984-ben címzetes egyetemi tanári címet kapott. A Magyar Tudományos Akadémia TMB felkérésére a tudományos minősítésekben rendszeresen bizottsági tag, elnök és opponens volt. Tagja volt az MTA Erdészeti Bizottságának, a Magyar Rovartani Társaságnak is. Tudományos tevékenységét 1978-ban Frivaldszky Imre Emlékérem adományozásával ismerték el.
1998-ban az Alma Matertől aranyoklevélben részesült.